# Юнга (природний регіон Перу)

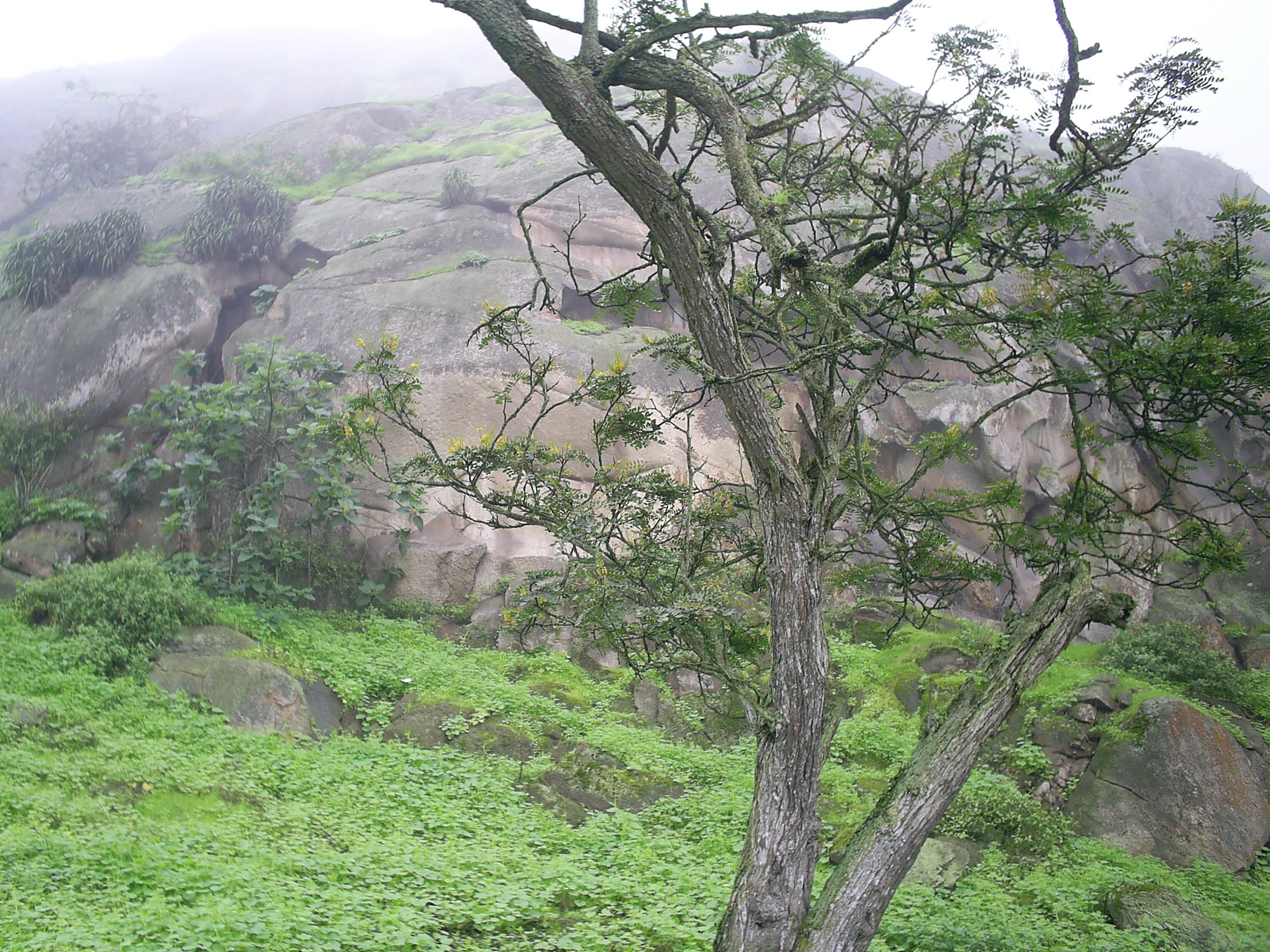
Національний резерв Ломас-де-Лачай, регіон Ліма

Юнга (ісп. Yunga) — один з вісьми природних регіонів Перу, на які поділяється країна за Хавьєром Пульґаром Відалем. На відміну від загальнішого визначення юнги, регіон не включає територій за межами Перу, проте також включає смугу на захід від Анд. Поділяється на два географічно окремих субрегіони:
- Морська юнга розташована на західному схилі Анд на висоті від 500 до 2300 м над рівнем моря між прибережною смугою (Чала) і високогір'ями (Кечуа). Цей район має субтропічний пустельний клімат з незначною кількостю опадів (особливо сухий на півдні). Середньорічні температути становлять 21 °C (максимум 33 °C, мінімум 8 °C).

- Річкова юнга розташована між висотами 1000 і 2300 м над рівнем моря та знаходиться у східній частині Перу, між регіонами Кечуа і Рупа-Рупа. Цей субрегіон також є частиною великого регіону юнга, що простягнувся уздовиж східних схилів Анд від Еквадору до Болівії, та згідно з Всесвітнім фондом дикої природи класифікується як перуанська юнга. Цей субрегіон також має субтропічний клімат, проте набагато вологіший протягом сезону дощів з грудня до березня. Середні температурни складають між 20 °C і 25 °C залежно від висоти (максимум 35 °C, мінімум 11 °C).

Флора регіону складається з таких рослин як лукумо (Pouteria lucuma), шерімоя (Annona cherimola), каузарін (Causarina), каністел (Pouteria campechiana), кабуя (Furcraea andina), шінус або перцеве дерево (Schinus), пітайя (Hylocereus, Stenocereus), кактус Echinopsis peruviana. Штучно вирощуються також кока, гуава, авокадо, цитрусові та цукрова тростина.
Фауна регіону наближається до тропічної. Тут мешкають лінивці, пуми, багато великих плазунів, таких як боа, довгокрилий пересмішник (Mimus longicaudatus) та ендемік регіону білокрилий гокко (Penelope albipennis).
| Перу | Це незавершена стаття з географії Перу. Ви можете допомогти проєкту, виправивши або дописавши її. |